# فرانكفورتر آلي
يعد فرانكفورتر آلي Frankfurter Allee أحد أقدم طرق المرور في برلين. إنه امتداد لـ كارل ماركس آلي Karl-Marx-Allee باتجاه فرانكفورت (أودر) (Frankfurt (Oder، وهو جزء <span typeof="mw:Entity" id="mwCQ">&nbsp;</span>مهم من بوندس شتراسي 1 الطريق السريع Bundesstraßen 1 ، (سابقاً Reichsstrasse 1 und 5) وويبلغ طوله 3.6   كيلومترات.

## حركة المرور
يتكون فرانكفورتر آلي Frankfurter Allee من ثلاثة ممرات في كل اتجاه.
منذ عام 2016، تم تثبيت واحدة من 17 محطة عد أوتوماتيكية للعجلات بشكل دائم في برلين على فرانكفورتر آلي Frankfurter Allee. من بين جميع الأماكن في المدينة التي تحتوي على نقطة عد، يعد الشارع السادس من أكثر الأماكن تكرارًا من خلال حركة مرور الدراجات.
كجزء من اختبار تجريبي على الصعيد الوطني أجرته وزارة النقل الفيدرالية، تم إدخال لائحة الاستدارة اليمنى لراكبي الدراجات بحرية في تسع مدن في أبريل 2019، بما في ذلك خمس في تقاطعات في برلين. يعد فرانكفورتر آلي Frankfurter Allee وكورتيل ستراسي «شارع كورتيل» Gürtelstraße أحد هذه التقاطعات. هناك سمح بالاتجاه الأيمن من فرانكفورترآلي Frankfurter Allee إلى طريق «شارع كورتيل» Gürtelstraße.

## التاريخ

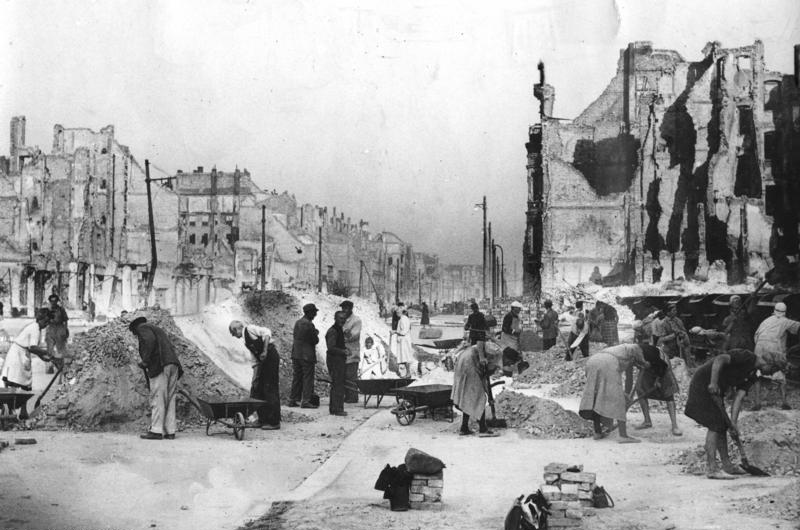
إعادة الإعمار بعد الحرب العالمية الثانية

في عام 1708، أسس مارغراف ألبريشت فريدريش Markgraf Albrecht Friedrich von Brandenburg-Schwedt الشارع كطريق للجيش. من عام 1824 إلى عام 1872، كان يسمى الشارع فرانكفورتر شوسيه وفقًا للاتجاه من برلين القديمة إلى فرانكفورت - أودر. تمت إعادة تسمية الجزء بين فرانكفورتر تور آنذاك وحدود برلين رينغبان (Ringbahn) في 20 سبتمبر  1872 بأمر من مجلس الوزراء في فرانكفورتر آلي.تمت إضافة قسم ليشتنبيرغ Lichtenberg في عام 1914. تم إعطاء الأجزاء الشرقية الأخرى من الطريق إلى فرانكفورت (أودر) فيما بعد أسمائها الخاصة: Alt-Friedrichsfelde و Alt-Biesdorf و Alt-Kaulsdorf و Alt-Mahlsdorf. وراء حدود مدينة برلين اليوم، يسمى طريق المرور في بلدية براندنبورغ بـ هوبيكارتين شارع برلين "Hoppegarten Berliner Straße".
في عام 1949 وفي الذكرى 70   لعيد ميلاد جوزيف ستالين تم إعادة تسمية فرانكفورتر آلي بما في ذلك شارع فرانكفورتر الكبير إلى الغرب بـ ستالين آلي "Stalinallee". وفي عام 1961 في سياق إجتثاث الستالينية في جمهورية ألمانيا الديمقراطية، تم إعطاء الجزء الغربي من Stalinallee - من ألكسندر بلاتز "Alexanderplatz" إلى (فرانكفورتر تور) - اسم كارل ماركس آلي "Namen Karl-Marx-Allee"؛ تم تغيير اسم الجزء من فرانكفورتر تور Frankfurter To حتى Alt-Friedrichsfelde إلى Frankfurter Allee فرانكفورتر آلي.
خلال معركة برلين في أبريل 1945، كان الشارع أحد الطرق الرئيسية التي دخل الجيش الأحمر من خلالها إلى المنطقة الحكومية حول شارع فيلهيلم "Wilhelmstrasse" والبرلمان الألماني Reichstag" . خلال هذه المعارك والغارات الجوية السابقة، تم تدمير عدد كبير من المنازل على الجانبين، بالإضافة إلى العديد من المباني السكنية، بما في ذلك مصنع الآلات والماكينات H. F. Eckert (سابقًا: Frankfurter Allee 136-141)، فرع من مصنع Mampe liqueur (سابقًا: Frankfurter Allee 268)، متجر كبير في زاوية Möllendorffstraße  وأجزاء كبيرة من محطة قطار Lichtenberg .
مع عمل العديد من نساء الأنقاض واستخدام قطار الأنقاض، تم إزالة الأنقاض بجهد كبير بحلول منتصف الخمسينات. تم بناء المباني السكنية الجديدة تدريجيًا في الفجوات، وتم إعادة تصميم زوايا الشوارع جزئيًا مع مناطق خضراء صغيرة. تم إعادة بناء القسم بين فرانكفورتر تور Frankfurter Tor وبروسكآور Proskauer- / Niederbarnimstraße في الخمسينيات كجزء من شوارع رائعة DDR Stalinallee .

## الموقع في المنطقة الحضرية
يعد فرانكفورتر آلي Frankfurter Allee مع كارل ماركس آلي Karl-Marx -Allee أحد الطرق الشريانية الشعاعية السبعة المؤدية إلى الشمال والشرق التي تبدأ من المركز التاريخي للمدينة في ألكسندر بلاتز Alexanderplatz. وهي تكون بإتجاه عقارب الساعة:
- - Brunnenstraße
  - Schönhauser Allee
  - Prenzlauer Allee
  - Otto-Braun-Straße – Greifswalder Straße
  - Landsberger Allee
  - Karl-Marx-Allee – Frankfurter Allee
  - Holzmarktstraße – Mühlenstraße – Stralauer Allee

## مسار الطريق

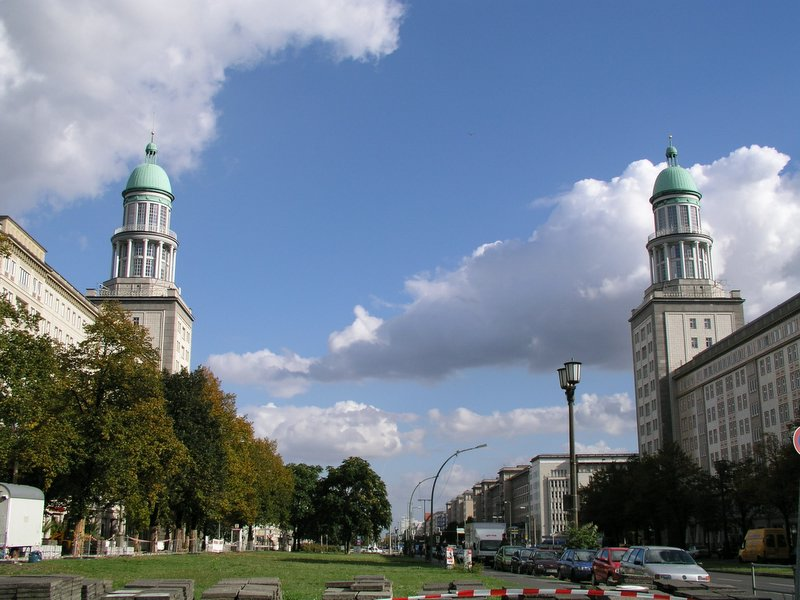
منظر من كارل ماركس ألي إلى فرانكفورتر آلي مع فرانكفورتر تور

فرانكفورتر آلي يبدأ غربًا في فرانكفورتر تور. يمتد في خط مستقيم شرقاً عبر أحياء «بلديتي» فريدريشهيان- كويزبيرغ وليشتنبرغ وعند ملتقى شارع روزنفلدر وألت فريدريشسفيلد. اتبعت المنازل ترقيم حدوة الحصان في الاتجاه الغربي الشرقي، حتى عام 1914 من الشمال إلى الجنوب، ثم من الجنوب إلى الشمال. الترقيم المتبادل ساري المفعول منذ عام 1929.
شوارع متقاطعة مهمة
- - der Straßenzug Petersburger Straße–Warschauer Straße am Frankfurter Tor
  - der Straßenzug Möllendorffstraße–Gürtelstraße am S- und U-Bahnhof Frankfurter Allee
  - der Straßenzug Skandinavische Straße–Weitlingstraße am S- und U-Bahnhof Lichtenberg unter der Lichtenberger Brücke

## المباني «منشأة»

### المنازل والنصب التزكارية والمرافق المدرجة
- - Frankfurter Allee 1–27 und 2–26: Stalinallee Block G nach Plänen des Architekten Hanns Hopp[10]
  - Frankfurter Allee 40: Wohn- und Geschäftshaus aus dem Jahr 1907, Architekten Hans Liepe und Oscar Garbe[11]
  - Frankfurter Allee 82–84: Wohn- und Geschäftshäuser von etwa 1905[12]
  - Frankfurter Allee 96,[13] 151,[14] und 286[15]
  - Frankfurter Allee 100: Wasserpumpe, befindet sich heute in der Jessnerstraße Hausnummer 10[16]
  - Fischerbrunnen Ecke Möllendorffstraße[17]

### المباني الأخرى الجديرة بالذكر
- Rathaus-Passage Friedrichshain مبنى بلدية فريدريش هاين (رقم 35-37) (مخطط له من قبل العديد من المهندسين المعماريين بعد سقوط الجدار وبناؤه من قبل Bayerische Immobilien AG حتى عام 1995)،

## عثرات
تم وضع العديد من العوائق في Frankfurter Allee انظر قائمة العثرات في (siehe Liste der Stolpersteine in Berlin-Friedrichshain).

## المرور
يعد Frankfurter Allee جزءًا من الطرق السريعة الفيدرالية B 1 و B 5، وهي ذات أهمية كبيرة لكل من وسائل النقل الفردية والعامة. يتم تشغيل على طوله بالكامل خط مترو الأنفاق U5 .   تم افتتاحه في21 ديسمبر 1930 شارع بطرسبرغ (اليوم: فرانكفورتر تور)، وشارع زاماريتا، فرانكفورتر ألي، وشارع ماغدلين وليشتنبرغ .

## الأدب
- - Thomas Michael Krüger: Architekturführer Karl-Marx-Allee & Frankfurter Allee Berlin. Stadtwandel Verlag, Berlin 2003, ISBN 3-933743-92-3.
  - Paul Großmann: Ortsgeschichte über Dahlwitz-Hoppegarten, bearb. und hrsg. von Paul Großmann, Berlin-Mahlsdorf, Fritz-Reuter-Straße 6: Selbstverlag des Herausgebers, (15 Lieferungen im Zeitraum von 1931–1934)
    - darin: Die Frankfurter Chaussee (Berlin–Frankfurt an der Oder), Berlin-Mahlsdorf, Fritz-Reuter-Straße 6: Selbstverlag, 1933

## روابط الويب
- Frankfurter Allee. In: Straßennamenlexikon des Luisenstädtischen Bildungsvereins (beim Kaupert)
  - Frankfurter Chaussee. In: Luise.
  - Stalinallee. In: Luise.